# Carlyle (Illinois)
Carlyle è un comune degli Stati Uniti d'America, situato in Illinois, nella Contea di Clinton, della quale è il capoluogo.